# Renault Tracer
Il Renault Tracer è un autobus interurbano prodotto in Francia dal 1991 al 2002.

## Progetto
Il Tracer viene progettato nei primi anni '90 per sostituire il precedente Renault S45 di derivazione Saviem. Rispetto al predecessore, introduce il concetto di carrozzeria portante ed è realizzato su un telaio del tutto nuovo.
È stato concepito per l'utilizzo su tratte suburbane e interurbane; ne sono state inoltre sviluppate una versione scolastica (Liberto) e una versione dedicata al turismo di fascia bassa (Excursion). Il Tracer è stato prodotto nello stabilimento di Annonay, in Francia, in oltre 5.400 esemplari.

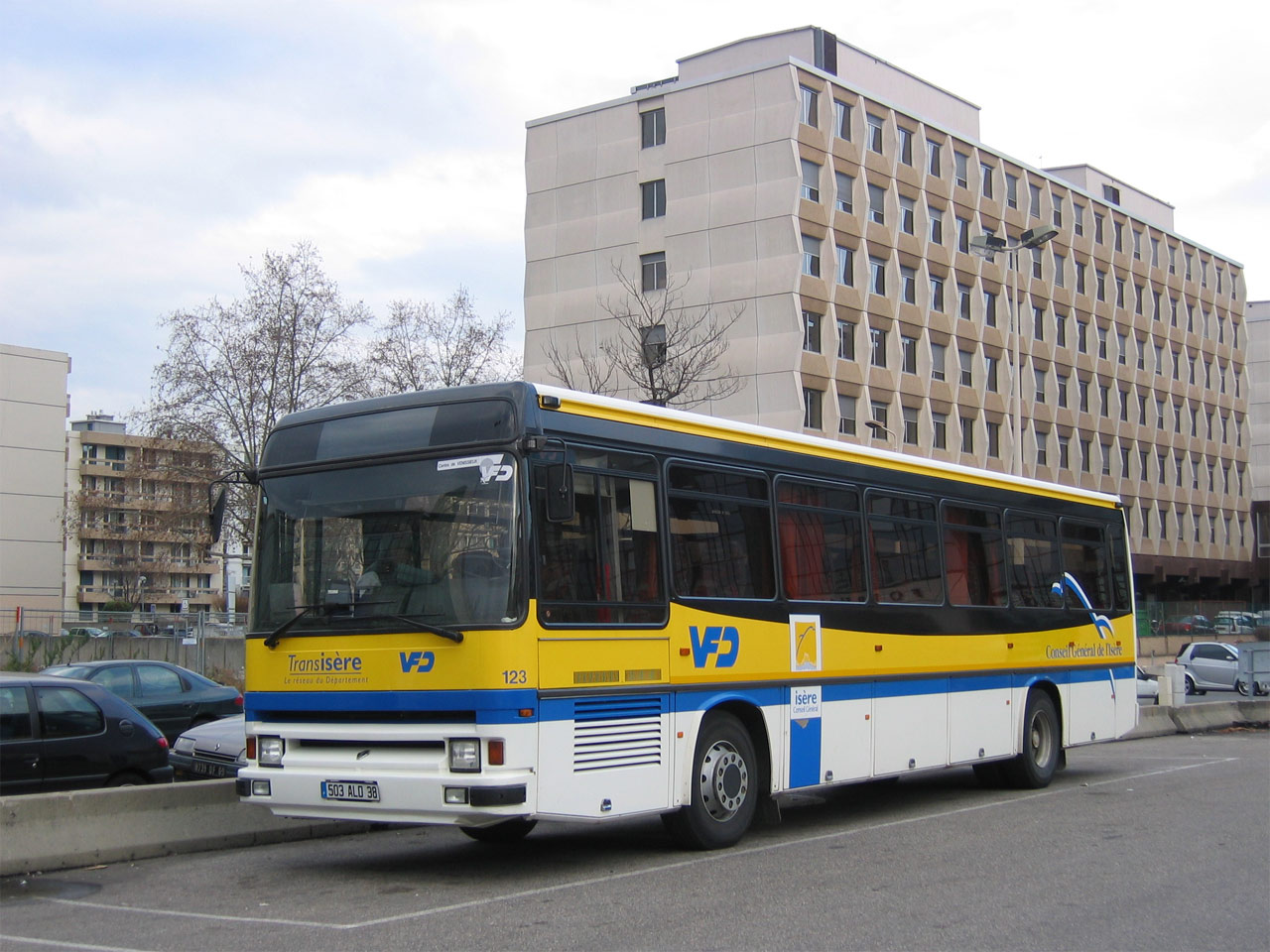
Tracer della Transisère

## Tecnica
Il Tracer è equipaggiato con il motore Renault MIHR 06.20.45 da 9.834 cm3, erogante 253 cavalli, a seconda del periodo declinato in versione Euro 0, 1, 2 o 3. Il cambio è un manuale ZF da 6 marce; solo per la versione "Ville", dedicata al trasporto suburbano, era disponibile il cambio automatico Voith a 4 marce.
Come optional sono disponibili il condizionatore, sedili reclinabili e i service set individuali; la versione turistica è inoltre dotata di radio e impianto video. La versione scolastica è invece priva di cappelliere e presenta solitamente sedili in plastica antivandalo, adatti ai servizi scolastici.

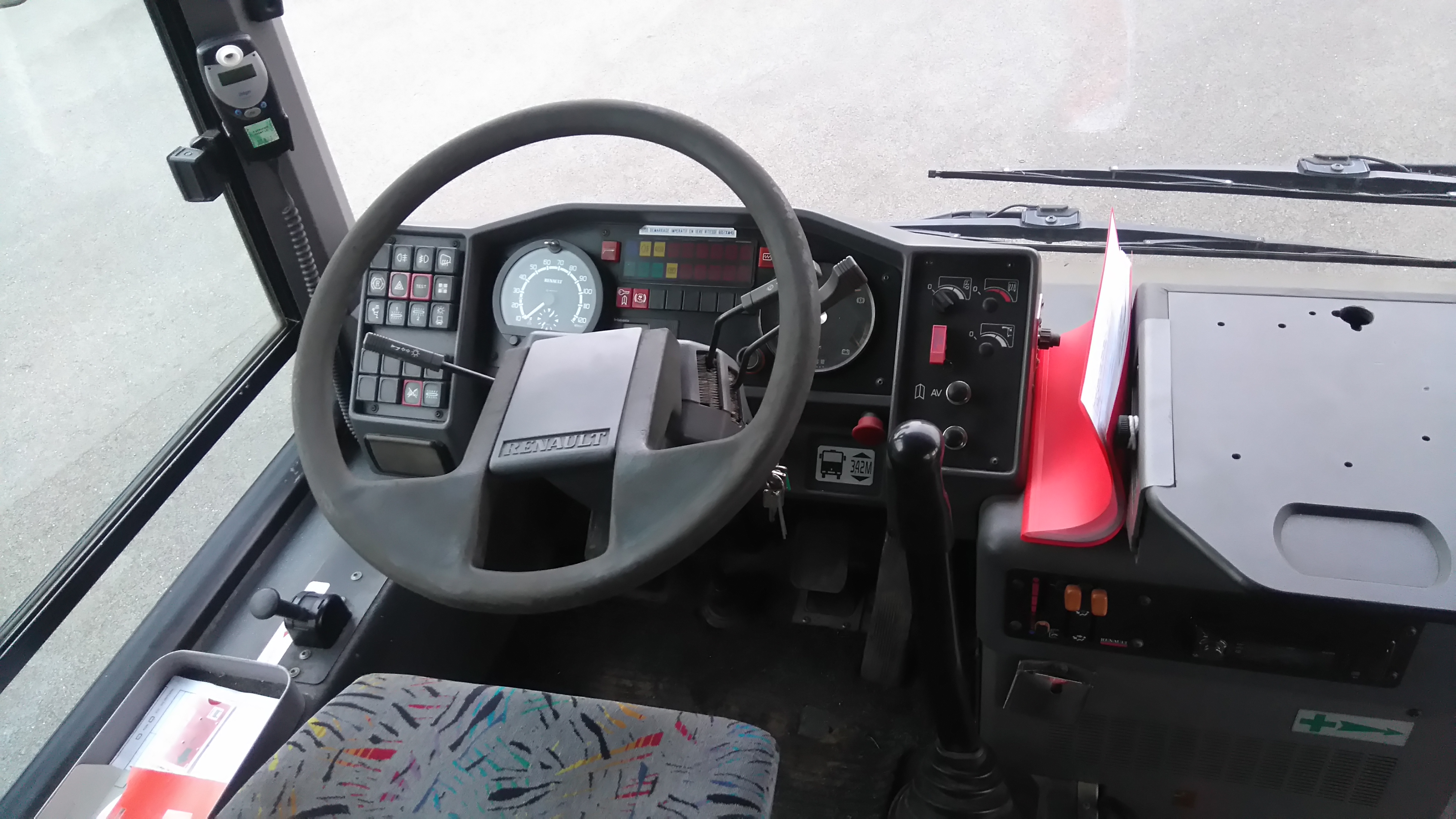
Cruscotto di un Tracer a cambio manuale

## Versioni
Ecco un riepilogo delle versioni prodotte:

### Tracer standard
- Allestimento: Interurbano
- Alimentazione: Gasolio
- Lunghezza: 11,9 metri
- Posti: da 53 a 57

### Tracer Excursion
- Allestimento: Turistico
- Alimentazione: Gasolio
- Lunghezza: 11,9 metri
- Posti: da 49 a 53

### Tracer Ville
- Allestimento: Suburbano
- Alimentazione: Gasolio
- Lunghezza: 11,9 metri
- Posti: da 49 a 53

### Tracer Liberto
- Allestimento: Scuolabus
- Alimentazione: Gasolio
- Lunghezza: 11,9 metri
- Posti: da 53 a 57

## Diffusione

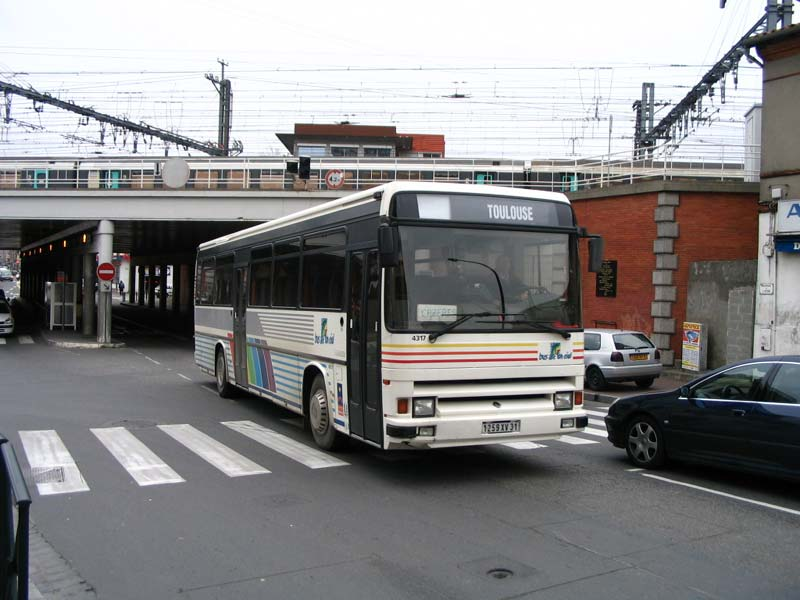
Renault Tracer preservato dall'associazione ASPTUIT

Il Tracer è stato prodotto in 5.435 esemplari fino al 2002, quando l'8 aprile di quell'anno l'ultima vettura ha lasciato lo stabilimento di Annonay per essere consegnata all'azienda Marne-et-Morin. Gran parte degli esemplari è stata venduta in Francia, mentre alcuni gruppi di vetture hanno prestato servizio nel Benelux.
Alcuni esemplari sono stati preservati dalla demolizione come veicoli storici, mentre vari mezzi, una volta raggiunta l'anzianità massima di servizio, sono state cedute in paesi dell'Est Europa o in Africa.